# إبراهيم نجويا
الملك إبراهيم مبومبو نجويا (بالبامومية: ꚩꚫꛑꚩꚳ ꚳ꛰ꛀꚧꚩꛂ، تُلفظ سابقًا: ) (وُلد نحو العام 1860 – توفي نحو العام 1933 في ياوندي) هو الملك السابع عشر المنتمي لسلالة طويلة من الملوك التي حكمت باموم وشعبها في غربي الكاميرون، والتي يعود أصلها إلى القرن الرابع عشر. خلف إبراهيم نجويا والده نسانغو، وحكم البلاد منذ عام 1886 أو 1887 حتى وفاته في العام 1933، خلفه حينها ابنه سيدو نجيمولو نجويا، والذي حكم البلاد من مدينة فومبان العتيقة.

## شخصه وحياته
التقى الكولونيل جورجز من الجيش البريطاني إبراهيم نجويا عام 1914، ووصفه كالتالي: «رجل منتصب القامة، وليس زنجيًا كباقي الأفارقة، ويلبس رداء أزرقًا وعمامة رُبطت نهايتها تحت ذقنه وفوق فمه». مارس إبراهيم نجويا تعدد الزوجات، فيقول جورجز أن لإبراهيم 600 زوجة و149 طفل، وذلك بحلول العام 1915، ويُعتقد أنه أنجب منهن بـ 177 طفل خلال حياته.
تحوّل نجويا إلى المسيحية وذلك قبل إسلامه تحت تأثير البعثة التبشيرية الألمانية. خلق نجويا لاحقًا دينًا جديدًا للتوفيق بين المعتقدات، فكان قائمًا على المسيحية والديانة التقليدية في باموم، ثم تحوّل نجويا إلى الإسلام، وكذلك أغلب بلاطه عام 1916. قبل نجويا سلطة خلافة صكتو في شمال نيجيريا، فطلب من الخليفة إرسال راية الأمير والمعلمين المسلمين.

## الحكم

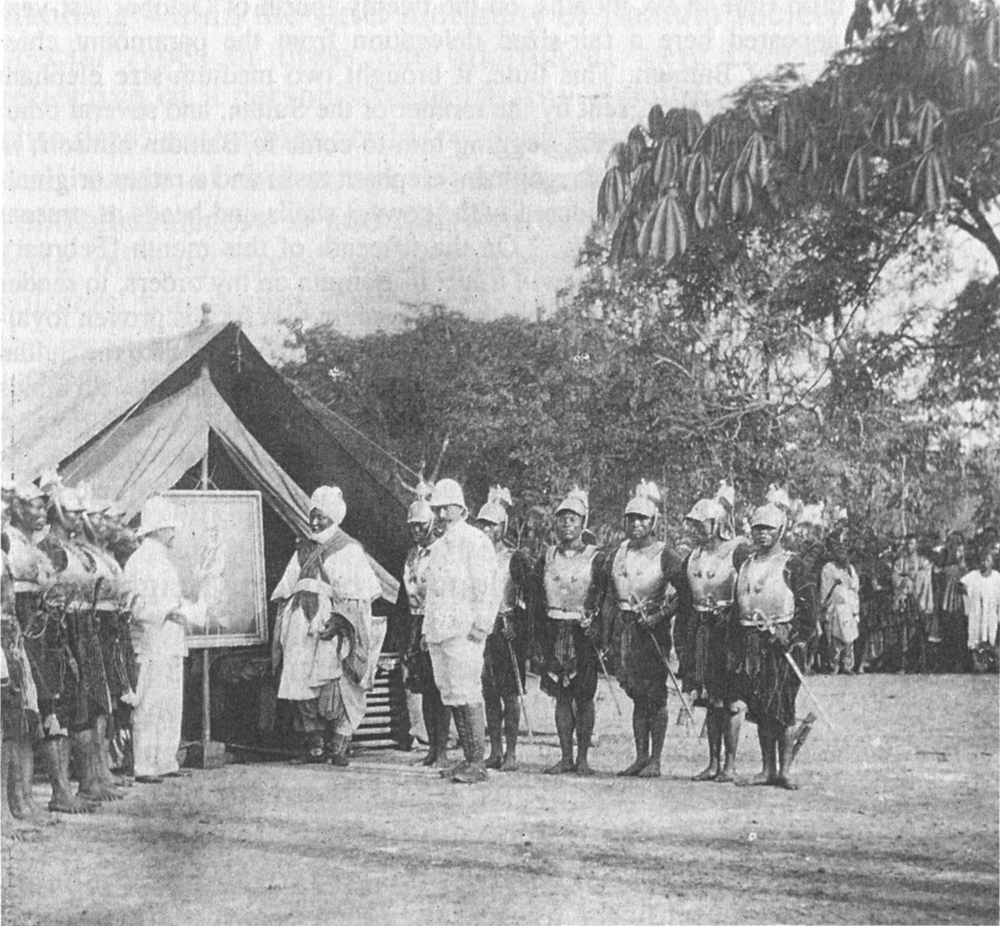
نجويا ملك الباموم يتسلم لوحة زيتية كهدية من الإمبراطور فيلهلم الثاني. كانت هذه الهدية اعترافًا بالعرفان لقاء الدعم الذي قدّمه الملك في الحملة العسكرية الألمانية ضد قوم النسو.

كانت والدة نجويا، واسمها نجابدونكي، وصية على العرش حتى وصل ابنها لسن الرشد. لكن نجويا تأخر في تقلّد منصب الملك لأن أعداء والده القدامى، وهم شعب نسو، احتفظوا برأس والده (وفقًا للتقاليد، فرأس أو جمجمة الأسلاف ذات أهمية شعائرية كبيرة لدى سكان باموم). ساعده الألمان في استعادة رأس والده، وسمحوا له بالاستقلال النسبي، فأدى ذلك إلى خلق علاقات طيبة عمومًا بين نجويا والألمان. كان المستعمرون الألمان يتقدمون نجو الأجزاء الداخلية من البلاد بعدما استولوا على ممتلكات في الكاميرون، لذا نمت لدى الملك الشاب نجويا رغبة قوية في الانتماء لثقافة «أرض الأجداد» الجديدة. برز عامل آخر هو اعتقاد الملك أن قتال الألمان سيؤدي إلى نتائج عكسية على شعبه، لذا رفض مقترحات المقاومة التي أعلن عنها ملك شعب دوالا، رودولف دوالا مانغا بيل. رحّب نجويا بالألمان عبر إقامة احتفالات عظيمة في مقره في فومبان، ما أدى بعد فترة قصيرة إلى جعله مسؤولًا بشكل رسمي عن حكومة الكاميرون الألمانية. حاول الملك نجويا الحفاظ على علاقة جيدة بالإمبراطورية الألمانية خلال حياته. فحين ولد القيصر فيلهلم الثاني، منحه العرش من حاكم بويا. نال نجويا بذلك استحسان القيصر، وذلك ما سمح لفيليكس فون لوشان، وهو مدير متحف برلين للأنثولوجيا، بعرض العرش المدموغ باللؤلؤ المصبوغ بمهارة عالية. بالإمكان رؤية العرش في متحف برلين للأنثولوجيا حتى يومنا هذا. ردًا على تلك الهدية، أرسل فيلهلم الثاني شقيقه الملكي –وفق ما أسماه القيصر– وهو زي فارس مدرع ألماني من الحرس الإمبراطوري الألماني. يُعرض الزي اليوم في متحف القصر في فومبان، إلى جانب لوحة زيتية لفيلهلم الثاني.
كان نجويا مقتنعًا بتوافق وتناغم الثقافة الألمانية مع ثقافة البامون. أقام نجويا، بالتنسيق مع الإدارة الألمانية، مدارسًا وسّع خلالها الأطفال البامون معرفتهم بلغتهم الأم، وتعلموا الكتابة بأحرف البامون التي طرحها الملك نجويا نفسه، بالإضافة لذلك، قدمت المدارس للطلاب معرفة بسيطة باللغة الألمانية.
في عام 1917، هدم نجويا القصر القديم المبني وفق العمارة الخشبية التقليدية لبامون، وبنى مقرًا جديدًا وفق أسلوب العمارة والطوب البروسي ليحلّ محلّ القصر السابق.
في عام 1916، استولى الفرنسيون على الكاميرون الألمانية، وخسرت مملكة بامون استقلالها الجزئي. استقرّ نجويا في فومبان حتى عام 1931، وعلم الرغم من عدم اعتراف الفرنسيين به بشكل رسمي، ظلّ نجويا، بحكم الأمر الواقع، يمارس دور الملك. في عام 1931 أيضًا، أُرسل نجويا إلى ياوندي، حيث توفي بعد عامين في سنة 1933 عندما كان في الـ 66 من عمره. خلفه سيدو نجيمولو نجويا.